# Lobogonia pseudomacariata
Lobogonia pseudomacariata är en fjärilsart som beskrevs av Gustave Arthur Poujade 1895. Lobogonia pseudomacariata ingår i släktet Lobogonia och familjen mätare. Inga underarter finns listade i Catalogue of Life.